# Гориця Липницька
45°34′ пн. ш. 15°23′ сх. д. / 45.56° пн. ш. 15.39° сх. д.
Гориця Липницька (хорв. Gorica Lipnička) — населений пункт у Хорватії, у Карловацькій жупанії у складі громади Рибник.

## Населення
Населення за даними перепису 2011 року становило 13 осіб.
Динаміка чисельності населення поселення: